# جوزيف روزاليس
جوزيف روزاليس (بالإسبانية: Joseph Rosales) هو لاعب كرة قدم هندوراسي في مركز الهجوم، ولد في 6 نوفمبر 2000 في تيغوسيغالبا في هندوراس.

## وصلات خارجية
- جوزيف روزاليس على موقع الدوري الأمريكي (الإنجليزية)
- جوزيف روزاليس على موقع قاعدة بيانات كرة القدم.إي يو (الإنجليزية)
- جوزيف روزاليس على موقع ناشيونال فوتبول تيمز (الإنجليزية)
- جوزيف روزاليس على موقع Soccerway.com (الإنجليزية)